# Calabai
Calabai is een bestuurslaag in het regentschap Dompu van de provincie West-Nusa Tenggara, Indonesië. Calabai telt 3054 inwoners (volkstelling 2010).